# Rock the Mountain
Rock the Mountain é um festival de música idealizado pelo empresário brasileiro Ricardo Bräutigam. Ocorre desde o ano de 2013, no distrito de Itaipava, cidade de Petrópolis, e é reconhecido como o segundo maior festival de música do estado do Rio de Janeiro. O evento ocorre anualmente no Parque Municipal de Petrópolis, cenário característico do ecoturismo na região, e conta com 3 palcos, tendas de música, food-trucks 100% vegetarianos e atrações como bungee jump, balão, tirolesa e exposições de artes.
Já se apresentaram no festival nomes como Alcione, Jorge Ben Jor, Anitta, Mapei, Icona Pop, Erykah Badu, Maria Bethânia, Gal Costa, Iza, Pitty, Maria Rita, Gilberto Gil, Caetano Veloso, Liniker, Kakkmaddafakka, Rubel, Pabllo Vittar, Gloria Groove, Silva, Marisa Monte, Alceu Valença, Seu Jorge, Criolo, Lulu Santos, Ney Matogrosso, Nando Reis, Emicida, Marina Sena, Baco Exu do Blues, Djonga, Kid Le Chat e Letrux.

## Edições

### 2015
| Dia           | Palco principal | Palco principal |
| Dia           | Main Stage |                 |
| ------------- | --- | --------------- |
| 5 de dezembro | Omulu e Leo Justi Zeh Pretim Crew ConeCrewDiretoria Kid Ink Miami Horror Nouvelle Vague Antonia Morais Opala Apollo Kadu Moraes Tom Rezende |                 |

### 2018
| Dia           | Palcos principais                                                                               | Palcos principais                                               |
| Dia           | Main Stage                                                                                      | Outdoor Stage                                                   |
| ------------- | ----------------------------------------------------------------------------------------------- | --------------------------------------------------------------- |
| 1 de dezembro | Arca de Noé BaianaSystem Planet Hemp Liniker e Os Caramelows 3030 Azymuth Camões Amigos da Onça | Minha Luz é de LED Gelpi LumenCraft Rubel Kid Le Chat Whipallas |

### 2019
| Dia           | Palcos principais | Palcos principais                                                                 | Palcos principais                                                             |
| Dia           | Budweiser | Ame                                                                               | MangoLab                                                                      |
| ------------- | --- | --------------------------------------------------------------------------------- | ----------------------------------------------------------------------------- |
| 7 de dezembro | Natiruts Emicida Johnny Hooker Baco Exu do Blues Rosie Mankato Boogarins Heavy Baile Arca de Noé Origens Vulcão Erupçado | Duda Beat Mapei Kazy Lambist Àttooxxá Gilsons Biltre Qinho canta Marina Bloco 442 | Letrux Julio Secchin Lamparina e a Primavera Rosa Neon grãomestre Rebeca Yoún |

### 2022.1
| Dias             | Palcos principais                                                      | Palcos principais                                               | Palcos principais |
| Dias             | Floresta                                                               | Estrela                                                         | MangoLab |
| ---------------- | ---------------------------------------------------------------------- | --------------------------------------------------------------- | --- |
| 16 e 23 de abril | Black Alien Caetano Veloso Djavan MC Tha Jaloo Glue Trip               | Tropkillaz Majur Luedji Luna Dibob Two Year Vacation Malía Tuim | Mateus Carrilho Luísa e os Alquimistas Luthuly Potyguara Bardo Day Limns Kynnie Ana Frango Elétrico Nego Bala Hiran Joca |
| 17 e 24 de abril | BaianaSystem Criolo Silva Gal Costa Marina Lima Teresa Cristina Kimera | Mulú Djonga Marina Sena Alceu Valença Fran Antonia Morais Budah | Ruxell Francisco, el Hombre Coruja BC1 Bixiga 70 Lukinhas Marcos Valle Ebony Mariana Volker Julia Mestre Valuá           |

### 2022.2
| Dias               | Palcos principais                                                                  | Palcos principais                                                       | Palcos principais                                                                                 |
| Dias               | Floresta                                                                           | Estrela                                                                 | MangoLab                                                                                          |
| ------------------ | ---------------------------------------------------------------------------------- | ----------------------------------------------------------------------- | ------------------------------------------------------------------------------------------------- |
| 5 e 12 de novembro | Furacão 2000 Gloria Groove Lulu Santos Gilberto Gil Mallu Magalhães Jovem Dionísio | Baco Exu do Blues Gilsons Fernanda Abreu BK Detonautas Alice Caymmi     | Afrocidade Lamparina Bala Desejo Rachel Reis Nova Orquestra toca Los Hermanos Dona Onete Ramonzin |
| 6 e 13 de novembro | Duda Beat Ney Matogrosso Jorge Ben Chico César e Geraldo Azevedo Roberta Sá        | L7nnon Liniker Flora Matos Os Paralamas do Sucesso Letrux Kaê Guajajara | Tasha & Tracie Urias Clarissa Xênia França Céu Slipmami Afroito Luciane Dom                       |

### 2023
| Dias               | Palcos principais                                                             | Palcos principais                                                                         | Palcos principais                                                                |
| Dias               | Floresta                                                                      | Estrela                                                                                   | MangoLab                                                                         |
| ------------------ | ----------------------------------------------------------------------------- | ----------------------------------------------------------------------------------------- | -------------------------------------------------------------------------------- |
| 4 e 11 de novembro | Iza Vanessa da Mata Marisa Monte Maria Rita Alulu Paranhos                    | Valesca Popozuda e Tati Quebra Barraco Gaby Amarantos Jup do Bairro Alcione Assucena Illy | Sandra de Sá Negra Li Dona Onete Clarice Falcão Ebony Abronca conv. Shury Amabbi |
| 5 e 12 de novembro | Daniela Mercury Pitty Maria Bethania Margareth Menezes Luísa e os Alquimistas | Karol Conká e MC Carol Marina Sena Majur Paula Toller Melly Katu Mirim                    | Rachel Reis Carol Biazin Tuyo Clara x Sofia Rafa Pinta Bixarte                   |

### 2024
| Dia(s)              | Palcos principais                                           | Palcos principais                                                                    | Palcos principais                                                             |
| Dia(s)              | Floresta                                                    | Estrela                                                                              | MangoLab                                                                      |
| ------------------- | ----------------------------------------------------------- | ------------------------------------------------------------------------------------ | ----------------------------------------------------------------------------- |
| 8 de novembro       | Erykah Badu DJ Nepal Djonga DJ Sô Lyma Fat Family           | –                                                                                    | –                                                                             |
| 9 e 16 de novembro  | Matuê Pabllo Vittar Zeca Pagodinho O Grande Encontro Mãeana | Papatinho CPM 22 Pitty Àttooxxá Mahmundi Naieme                                      | MV Bill Ana Frango Elétrico Amaro Freitas Os Garotin Carol Juno Bela Ciavatta |
| 10 e 17 de novembro | Planet Hemp Anitta Joelma Seu Jorge Mart'nália Duda Brack   | Buchecha e Bonde do Tigrão Nação Zumbi Nando Reis Letrux Baile Reggae da Céu Josyara | Urias Boogarins Ed Motta Nova Orquesta com part. Clara Juliana Linhares Bebé  |